# Quercus vincentensis
Quercus vincentensis és una espècie de roure que pertany a la família de les fagàcies i està dins de la secció dels roures blancs del gènere Quercus. Es troba a El Salvador, Guatemala i Mèxic i creix entre els 1200 als 1900 m. És un arbust o petit arbre que pot fer més de 3 m d'alçada.